# Abtropfgewicht

Nenngewicht, Abtropfgewicht und, in eckigem Kasten, Randvollvolumen auf einem Gurkenglas

Das Abtropfgewicht ist das Gewicht der festen Einlage von Konserven, somit das Gewicht, das nach Abgießen der Aufgussflüssigkeit verbleibt.
Lebensmittelrechtlich ist das Abtropfgewicht in Anhang IX Nr. 5 der Lebensmittelinformationsverordnung geregelt. Diese Vorschrift legt fest, dass bei Lebensmitteln in Aufgussflüssigkeit neben der Nettofüllmenge (d. h. Gesamtgewicht des verpackten Lebensmittels einschließlich der Aufgussflüssigkeit) auch das Abtropfgewicht anzugeben ist. Als Aufgussflüssigkeit gelten nach dem Gesetz Wasser, wässrige Salzlösungen, Salzlake, Genusssäure in wässriger Lösung, Essig, wässrige Zuckerlösungen, wässrige Lösungen von anderen Süßungsstoffen oder Süßungsmitteln sowie Frucht- oder Gemüsesäfte bei Obst und Gemüse. Dabei spielt es keine Rolle, ob sich diese Aufgussflüssigkeiten beim Angebot des Lebensmittels an den Verbraucher tatsächlich in flüssigem Zustand befinden oder gefroren bzw. tiefgefroren sind. Entscheidend ist vielmehr, dass sie gegenüber dem Lebensmittel selbst von untergeordneter Bedeutung und für die Kaufentscheidung nicht ausschlaggebend sind. Hingegen gelten Glasuren (Überzugsmittel) nicht als Aufgussflüssigkeit, d. h. die feine Eisschicht, die z. B. tiefgefrorene Fisch- und Meeresfrüchteerzeugnisse umhüllt, ist gesetzlich keine Aufgussflüssigkeit, obwohl es sich um gefrorenes Wasser handelt.
Bei Konserven und Verpackungen, in denen ein festes Lebensmittel in Aufgussflüssigkeit lagert, zum Beispiel Feta in Salzlake oder Würstchen in Lake, muss neben der Gesamtfüllmenge auch das Abtropfgewicht angegeben werden. Hingegen wird eine Glasur als Verpackung behandelt und ist bei der Füllmengenangabe gar nicht zu berücksichtigen. Bei einem Produkt, welches in Öl eingelegt ist (z. B. Thunfisch in Sonnenblumenöl), ist das Gewicht des Öles in der gesamten Füllmenge enthalten und kein Abtropfgewicht anzugeben, weil es sich beim Öl um einen Teil des Lebensmittels handelt. In diesem Fall ist allerdings regelmäßig gemäß Artikel 22 Absatz 1 Buchstaben a und c LMIV eine QUID-Angabe erforderlich, d. h. die Angabe des Prozentsatzes des eingelegten Lebensmittels bzw. seiner wesentlichen Zutat bezogen auf das gesamte Produkt.
Das ℮-Zeichen bezieht sich im Fall von Lebensmitteln in Aufgussflüssigkeit auf die Nettofüllmenge, also das Gesamtgewicht einschließlich der Aufgussflüssigkeit. Insoweit enthält die Fertigpackungsrichtlinie keine Vorgaben für die zulässigen Füllmengenabweichungen hinsichtlich des Abtropfgewichtes. Diese sind lediglich national geregelt, in Deutschland durch § 10 Absätze 1 bis 3 der Fertigpackungsverordnung. Hingegen ist bei glasierten Lebensmitteln die Angabe des ℮-Zeichens zulässig, da hier die Nettofüllmenge mit der Menge des Lebensmittels ohne Glasur übereinstimmt.
Beispiel: Ein Glas eingelegte Champignons mit einer Füllmenge von 320 g. Das Abtropfgewicht wird mit 200 g auf dem Etikett angegeben. Nach dem Abgießen verbleiben somit 200 g im Glas, also das Gewicht der Champignons ohne Flüssigkeit.
Ob für die Berechnung der Nährwertangaben das Abtropfgewicht oder die Nettofüllmenge einschließlich der Aufgussflüssigkeit herangezogen werden muss, ist nicht eindeutig geregelt.
Hingegen gilt für die Angabe von Grundpreisen ausdrücklich, dass diese stets auf das Abtropfgewicht zu beziehen sind.